# Iain King
Iain Benjamin King, född 29 januari, 1971 är en brittisk författare och filosof.
King utsågs till kommendör av Brittiska imperieorden i 2013 års Birthday Honours, för tjänster för styrelseskicket i Libyen, Afghanistan och Kosovo. Han är stipendiat vid United States Military Academy i West Point, New York, och var tidigare stipendiat vid Center for Strategic and International Studies, och vid Cambridge University.
Efter sju års arbete med fredsprocessen i Nordirland på 1990-talet hade Iain King en ledande politisk roll i Kosovos FN-administration och var medförfattare till en bok om Kosovos historia och svårigheterna efter kriget, när man skulle bygga upp nybildade stater på Balkan. Boken fick namnet Peace at Any Price: How the World Failed Kosovo.
Iain Kings bok från 2008, How to Make Good Decisions and Be Right All the Time: Solving the Riddle of Right and Wrong, börjar med en historia om moralfilosofi och utvecklar sedan en hybridmetodik för etiskt beslutsfattande. Kings tillvägagångssätt har beskrivits som kvasiutilitaristiskt, och han har fått beröm för att han förenar konkurrerande etiska system.
Secrets of The Last Nazi, baserad på omfattande forskning från nazisttiden, var Kings debutroman, först publicerad 2015. En uppföljare kom 2016.
Making Peace in War handlar om Afghanistan.
King har presenterats som utrikespolitisk analytiker på CNN och BBC, och har skrivit för bland annat NBC,  Defense One, Prospect, och National Interest.